# Cirueña
Cirueña est un municipio (municipalité ou canton) situé dans le Nord de l’Espagne, dans la comarca (comté ou pays ou arrondissement) de Santo Domingo de la Calzada en « Rioja Alta », dans la Communauté autonome de La Rioja.
La population de la commune était de 137 habitants en 2010, répartis en deux villages : Cirueña (90 hab.) et Ciriñuela (es) (47 hab.).
Le Camino francés du Pèlerinage de Saint-Jacques-de-Compostelle passe par cette localité.

## Démographie
| 1900 | 1910 | 1920 | 1930 | 1940 | 1950 | 1960 | 1970 | 1981 |
| ---- | ---- | ---- | ---- | ---- | ---- | ---- | ---- | ---- |
| 400  | 378  | 374  | 371  | 410  | 486  | 376  | 267  | 169  |

| 1991 | 2001 | 2011 | - | - | - | - | - | - |
| ---- | ---- | ---- | - | - | - | - | - | - |
| 139  | 126  | 129  | - | - | - | - | - | - |

## Administration

### Conseil municipal
La ville de Cirueña comptait 153 habitants aux élections municipales du 26 mai 2019. Son conseil municipal (en espagnol : Pleno del Ayuntamiento) se compose donc de 5 élus.
| Parti | Parti                                    | Voix | %       | Élus  |
| ----- | ---------------------------------------- | ---- | ------- | ----- |
|       | Parti populaire (PP)                     | 48   | 45,71 % | 4 / 5 |
|       | Parti socialiste ouvrier espagnol (PSOE) | 33   | 31,43 % | 1 / 5 |
|       | Partido Riojano (PR+)                    | 24   | 22,86 % | 0 / 5 |

### Liste des maires
| Mandat    | Maire | Maire                       | Parti |
| --------- | ----- | --------------------------- | ----- |
| 1979-1983 |       | Anastasio Fernández Melchor | CD    |
| 1983-1987 |       | Anastasio Fernández Melchor | AP    |
| 1987-1991 |       | Anastasio Fernández Melchor | AP    |
| 1991-1995 |       | Anastasio Fernández Melchor | PP    |
| 1995-1999 |       | Anastasio Fernández Melchor | PP    |
| 1995-1999 |       | Bernardo Cañas Sacristán    | PSOE  |
| 1999-2003 |       | Anastasio Fernández Melchor | PP    |
| 2003-2007 |       | José Mª Villada Francia     | PSOE  |
| 2003-2007 |       | Luis Cañas Cortazar         | PSOE  |
| 2007-2011 |       | Pedro Jesús Cañas Martínez  | PP    |
| 2011-2015 |       | Pedro Jesús Cañas Martínez  | PP    |
| 2015-2019 |       | Pedro Jesús Cañas Martínez  | PP    |
| 2019-2023 |       | Pedro Jesús Cañas Martínez  | PP    |

## Culture et patrimoine

### Pèlerinage de Compostelle
Par le Camino francés du pèlerinage de Saint-Jacques-de-Compostelle, le chemin vient d'Azofra. Les pèlerins qui choisissent le détour au sud par San Millán de la Cogolla peuvent également venir de cette destination.
La prochaine étape est Santo Domingo de la Calzada.

### Patrimoine religieux

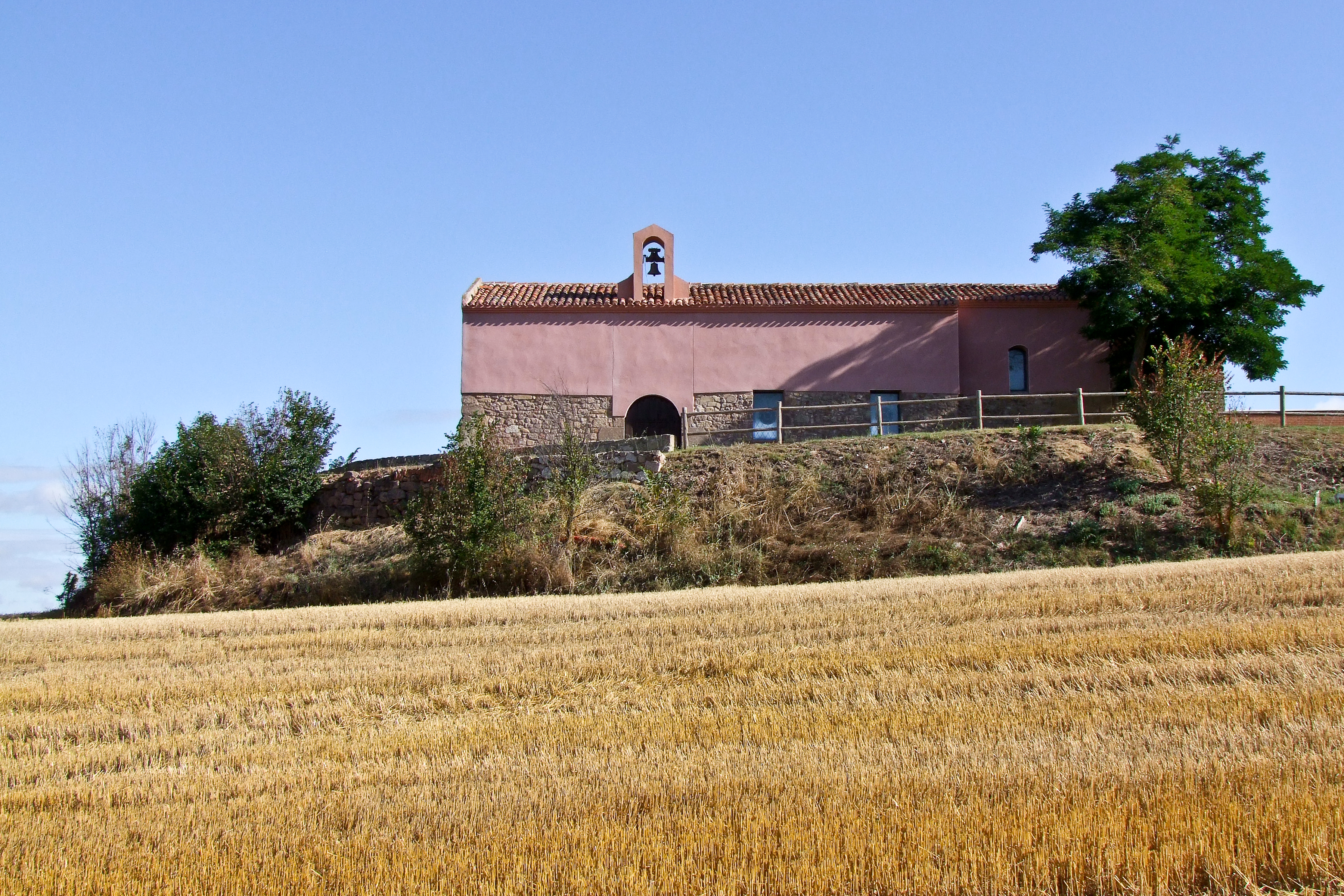
Ermitage de La Virgen de los Remedios.

## Sources, notes et références
- (es) Cet article est partiellement ou en totalité issu de l’article de Wikipédia en espagnol intitulé « Cirueña » (voir la liste des auteurs).
- Grégoire, J.-Y. & Laborde-Balen, L., « Le Chemin de Saint-Jacques en Espagne - De Saint-Jean-Pied-de-Port à Compostelle - Guide pratique du pèlerin », Rando Éditions, mars 2006,  (ISBN 2-84182-224-9)
- « Camino de Santiago St-Jean-Pied-de-Port - Santiago de Compostela », Michelin et Cie, Manufacture Française des Pneumatiques Michelin, Paris, 2009,  (ISBN 978-2-06-714805-5)
- « Le Chemin de Saint-Jacques Carte Routière », Junta de Castilla y León, Editorial Everest